# Icaricia mintha
Icaricia mintha är en fjärilsart som beskrevs av Edwards 1871. Icaricia mintha ingår i släktet Icaricia och familjen juvelvingar. Inga underarter finns listade i Catalogue of Life.